# Arawacus tarania
Arawacus tarania is een vlinder uit de familie van de Lycaenidae. De wetenschappelijke naam van de soort werd als Thecla tarania in 1868 gepubliceerd door William Chapman Hewitson.

## Synoniemen
- Thecla atrana Schaus, 1902